# Az Ikrek jegyében
Az Ikrek jegyében (dánul: I tvillingernes tegn), 1975-ös dán–svéd film, a vígpornó-irányzatot képviselő Stjernetegnsfilm (Csillagjegy-film) sorozat egyik darabja.

## Szereplők
- Ole Søltoft
- Preben Mahrt
- Cia Löwgren
- Karl Stegger
- Bent Warburg
- Louise Frevert
- Arthur Jensen
- Poul Bundgaard
- Kate Mundt
- William Kisum
- Susanne Breuning